# Leprechaun

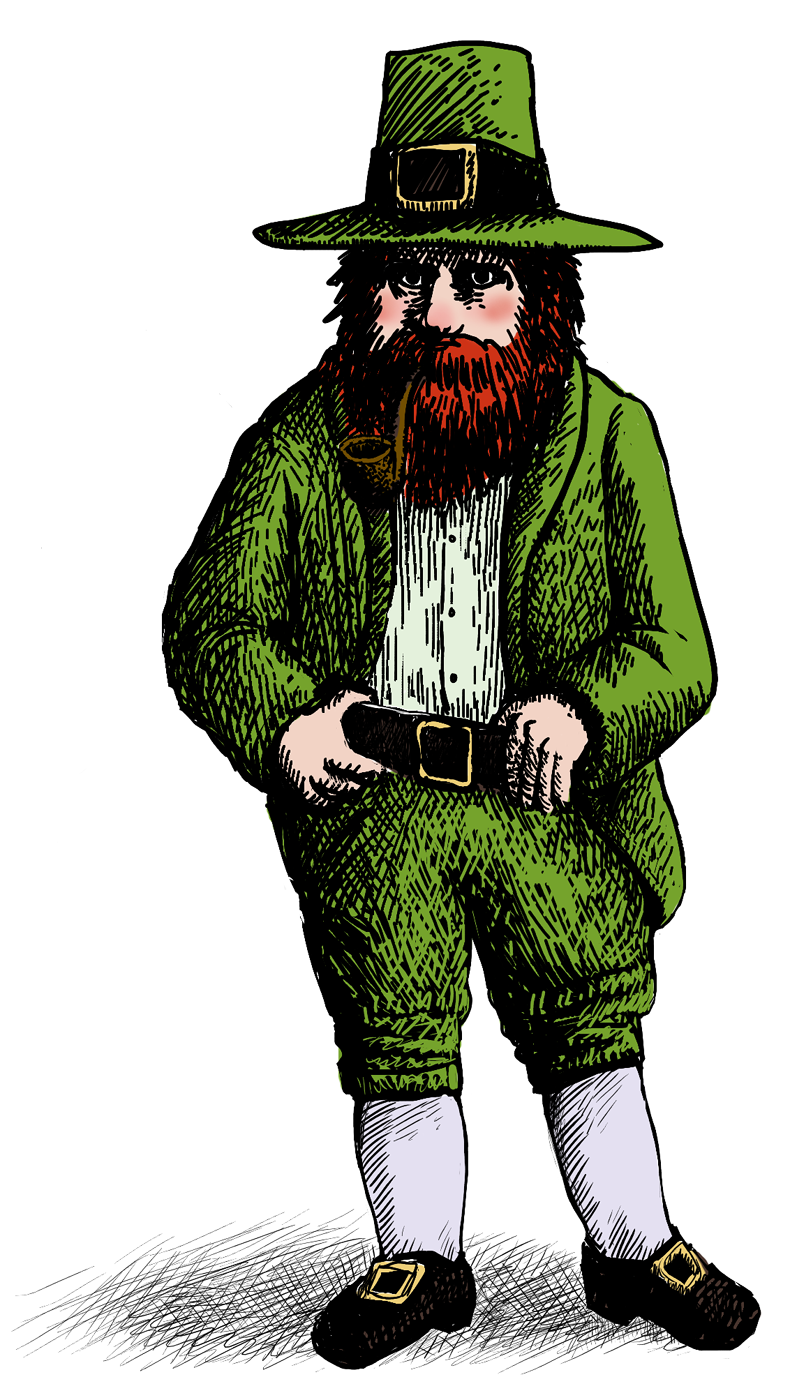
Leprechaun

Figura mitológica do folclore da Irlanda, o leprechaun (pronuncia-se /LÉP-re-coun/), leprecau ou sapateiro, é apresentado como um diminuto homem, medindo 30 a 50 cm de altura, sempre ocupado a trabalhar num único pé de sapato no meio das folhas de um arbusto ou "sob uma folha de labaça". Ele é tido como o sapateiro do povo das fadas e diz-se que fazem só dois sapatos por ano. Também são conhecidos pelos nomes de Tumores, Duendes ou Gnomos. Geralmente vivem em pequenos arbustos, em bosques ou florestas. O nome leprechaun é possivelmente originário do Gaélico luacharma'n,  significando meio-corpo (no sentido de pequeno) ou leith brogan que significa sapateiro. Outra interpretação para a origem do termo seria a de que leprechaun vem de Luch-chromain, Gaélico para "pequeno Lugh corcunda"

Os leprechauns são considerados guardiões ou conhecedores da localização de vários tesouros escondidos. Para obter tais tesouros (normalmente um pote de ouro) é preciso capturar um leprechaun e não o perder nunca de vista, caso contrário ele desaparece no ar. Como diz Brian Froud, "Como acontece com todos esses seres (encantados), é importante que você veja o leprechaun, ou duende irlandês, antes que ele o veja, pois ele se torna então mais cooperativo e talvez possa até levá-lo a um de seus potes de ouro escondido. Mas ele é muito astuto e traquina, capaz de desaparecer num piscar de olhos". Acredita-se que eles também tenham uma moeda de prata mágica, que volta a sua bolsa, depois de ser gasta.
Os leprechauns são descritos como sempre alegres e vestidos à maneira antiga, com roupas verdes, um barrete vermelho ou um estranho chapéu de três pontas, avental de couro e sapatos com fivelas.  Além do seu cachimbo, estão sempre acompanhados pelo seu pequeno, velho e gasto martelo.
Esses duendes são frequentemente associados ou confundidos com os cluricaun, criaturas mágicas que habitam adegas e depósitos de vinho. Segundo alguns autores estes dois seres encantados poderiam até ser duas formas diferentes do mesmo ser, tomadas em diferentes momentos do dia ou do ano.
Os Leprechauns não gostam de humanos e têm medo deles mas quando se vem com boas intenções, eles dão-nos um par de sapatos. Os sapatos que eles fazem são muito bonitos e feitos de materiais naturais tais como flores e gotas de orvalho.